# Сафорце (Белуно)
Сафорце (итал. Safforze) је насеље у Италији у округу Белуно, региону Венето.
Према процени из 2011. у насељу је живело 130 становника. Насеље се налази на надморској висини од 383 м.